# Zaxo
Zaxo (kurdisch زاخۆ Zaxo; arabisch زاخو, DMG Zāḫū) ist eine Großstadt in der Autonomen Region Kurdistan im Irak.

## Geographie

### Geographische Lage
Zaxo ist die nördlichst gelegene Stadt der Autonomen Region Kurdistan und liegt an der Grenze zur Türkei, auf der Route vom Grenzübergang Ibrahim Khalil nach Mosul. Durch ihre besondere Lage hat die Stadt Zaxo einen essentiellen logistischen Einfluss auf den Güterverkehr in die autonome Region Kurdistan und in den Irak.
Der Fluss Xabûr floss bei der Entstehung der Stadt um diese herum (spätestens im 5. Jahrhundert). Nach der flächenmäßigen Vergrößerung Zaxos teilt der Xabûr nun die Stadt, wobei der Großteil der Fläche noch von dem Fluss umgeben ist. Es gibt vier Brücken über den Fluss und die wichtigste ist die Delal-Brücke, die eine römische Brücke ist.

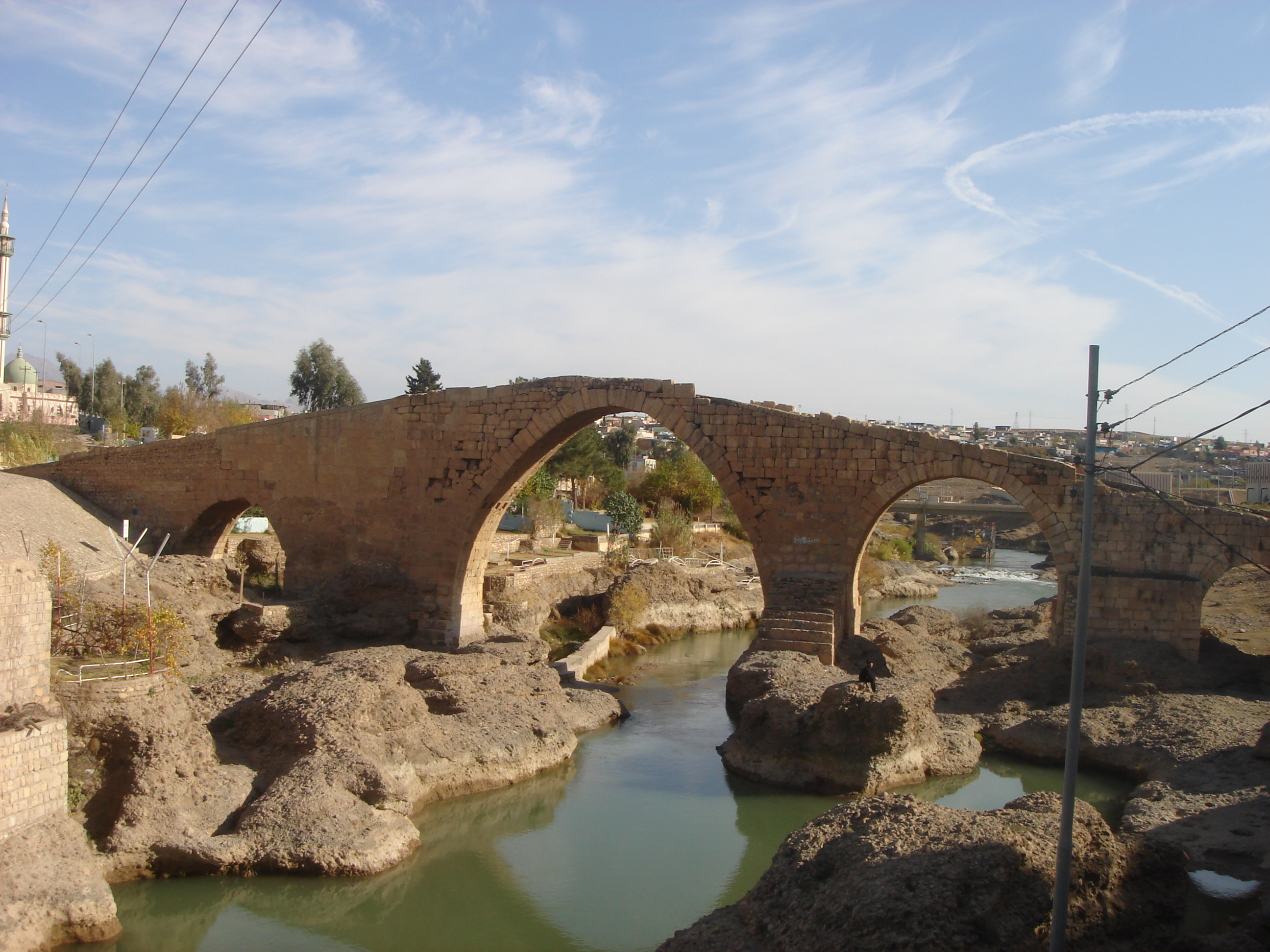
Delal-Brücke (kurdisch Pira Delal)

Vor dem Aufkommen der Automobile war Zaxo, bedingt durch den Fluss, eine wichtige Stadt. Eventuell ist Zaxo mit der Stadt Bēṭzākḥū, das in einem syrisch-aramäischen Manuskript aus dem 11. Jahrhundert erwähnt wird, identisch.

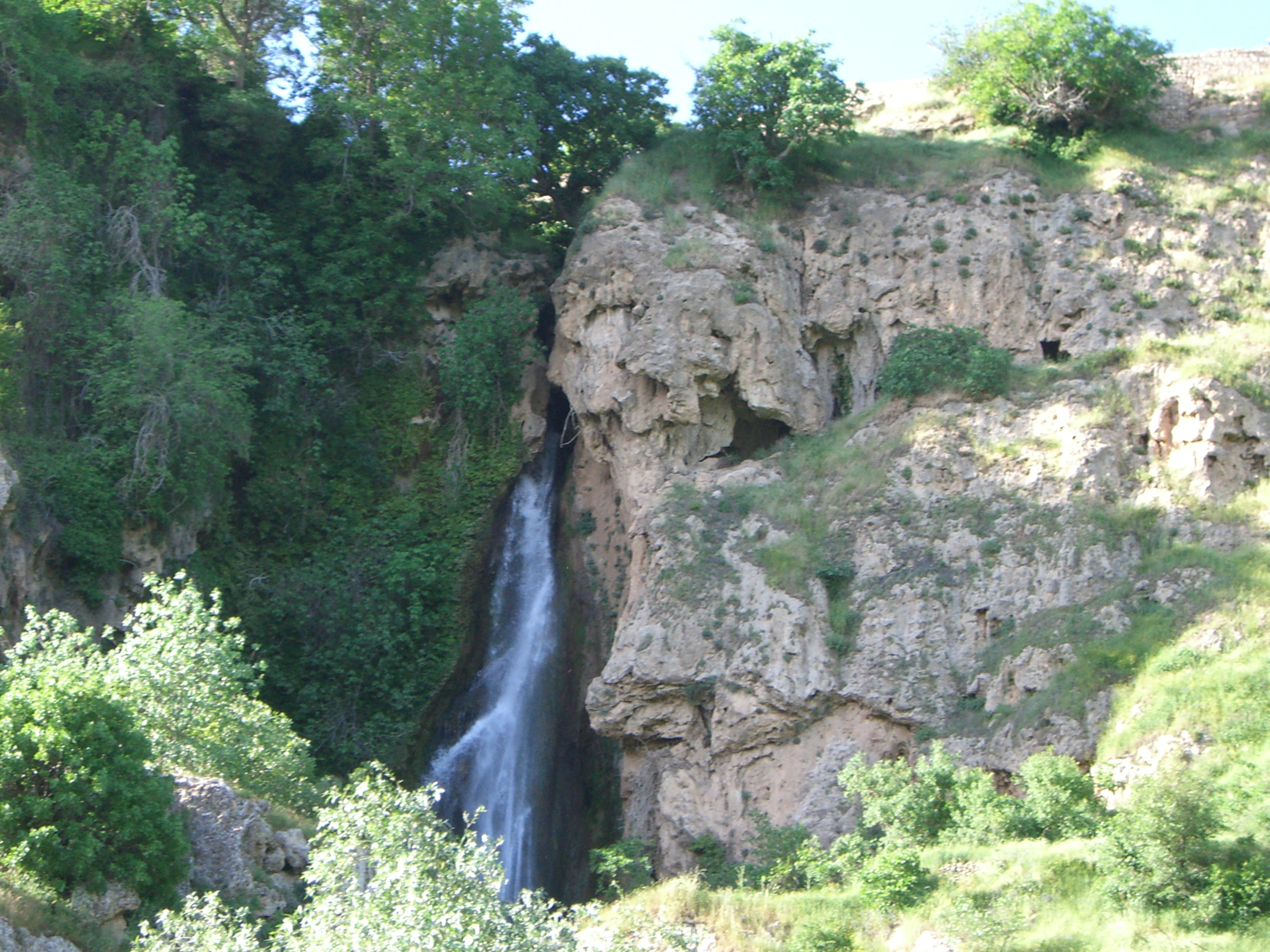
Sharansh-Wasserfall, nördlich von Zaxo

### Klima
Das Klima in Zaxo ist warm. Der Sommer ist trocken und heiß, der Winter regenreich und kalt. In den Monaten Juni bis September gibt es fast keinen Niederschlag. Das Klima der Stadt Zaxo ist verglichen mit der gesamten Kurdistan-Region regenreicher und kühler.
|                        | Jan | Feb | Mär | Apr | Mai | Jun | Jul | Aug | Sep | Okt | Nov | Dez |   |      |
| Mittl. Temperatur (°C) | 6   | 8   | 12  | 16  | 22  | 28  | 32  | 32  | 28  | 21  | 14  | 8   | ⌀ | 19   |
| Mittl. Tagesmax. (°C)  | 10  | 12  | 17  | 22  | 29  | 36  | 41  | 40  | 36  | 28  | 19  | 12  | ⌀ | 25,2 |
| Mittl. Tagesmin. (°C)  | 2   | 3   | 6   | 10  | 15  | 20  | 24  | 23  | 19  | 14  | 9   | 4   | ⌀ | 12,5 |
|                        |     |     |     |     |     |     |     |     |     |     |     |     |   |      |
| Niederschlag (mm)      | 144 | 133 | 127 | 108 | 42  | 0   | 0   | 0   | 1   | 27  | 82  | 126 | Σ | 790  |

| 2 |

| 3 |

| 6 |

| 10 |

| 15 |

| 20 |

| 24 |

| 23 |

| 19 |

| 14 |

| 9 |

| 4 |

| 2 |

| 3 |

| 6 |

| 10 |

| 15 |

| 20 |

| 24 |

| 23 |

| 19 |

| 14 |

| 9 |

| 4 |

## Einwohner
Die meisten Einwohner der Stadt sind Kurden, die eine Variante des Kurmandschi, das Bahdini, sprechen. Historisch gesehen hatten die kurdischen Feudalherren aus Şemdinli, das heute ein Teil der Türkei ist, großen Einfluss auf Zaxo. Des Weiteren gab es in Zaxo christliche und jüdische Gemeinden. Die Religionsgruppen lebten in eigenen Stadtvierteln friedlich miteinander. Nach der Gründung des Staates Israel sind viele kurdische Juden ausgewandert. Vor der Auswanderung lebten etwa 350 jüdische Familien in der Stadt. Die Christen der Stadt setzen sich aus Aramäern und Armeniern zusammen. Zusammen machten sie 1992 etwa 5000 Menschen aus.
Während des Zweiten Golfkrieges wuchs die Einwohnerzahl durch die massive Flucht der Kurden gen Norden sehr stark an. Die Stadt ist heute ein Teil der Autonomen Region Kurdistan.

## Bildung
Die Stadt ist seit Juli 2010 Sitz der Universität Zaxo. Damit gehört die Universität Zaxo zu den 11 staatlichen Hochschulen der autonomen Region.

## Herkunft des Namens
Nach Ansicht der Encyclopaedia of Islam, Zweite Edition, ist der Name aramäischen Ursprungs und bedeutet „Sieg“. Ob die Stadt „bēt̲zāk̲h̲ū“ („Haus der Sieger“), die in einem aramäischen Manuskript aus dem 11. Jahrhundert erwähnt werde, mit dem heutigen Zaxo identisch ist, sei unklar.

## Persönlichkeiten
- Yona Sabar (* 1938), kurdisch-jüdischer Gelehrter, Linguist und Forscher
- Jitzchak Mordechai (* 1944), israelischer General und Politiker
- Ramzi Garmou (* 1945), chaldäisch-katholischer Erzbischof von Diyarbakır
- Louis Raphaël I. Sako (* 1948), Patriarch der chaldäisch-katholischen Kirche
- Erdewan Zaxoyî (1957–1986), kurdischer Musiker
- Kovan Sindî (* 1965), kurdischer Dichter und Schriftsteller
- Karosh Taha (* 1987), kurdisch-deutsche Schriftstellerin
- Kassem Taher Saleh (* 1993), deutscher Politiker